# Gampalagūdem
Gampalagūdem är en ort i Indien.   Den ligger i distriktet Krishna och delstaten Andhra Pradesh, i den centrala delen av landet, 1 300 km söder om huvudstaden New Delhi. Gampalagūdem ligger 75 meter över havet och antalet invånare är 8 256.
Terrängen runt Gampalagūdem är platt åt nordväst, men åt sydost är den kuperad. Runt Gampalagūdem är det ganska tätbefolkat, med 207 invånare per kvadratkilometer. Det finns inga andra samhällen i närheten. Omgivningarna runt Gampalagūdem är en mosaik av jordbruksmark och naturlig växtlighet.